# Friedrich Lepner
Friedrich Lepner (auch: Leppner; * um 1633 in Königsberg; † 11. März 1701 ebenda) war ein deutscher Mediziner.

## Leben
Es wird vermutet, dass er ein Sohn des Kaufmanns in Kneiphof und Kammerassessors Friedrich Lepner der Ältere (* 6. Februar 1601; † 28. Februar 1664) und dessen Frau Brigitta (geborene Decimator, 12. November 1610, † 14. Oktober 1684) war. Lepner wurde am 10. April 1643 in den Matrikeln der Universität Königsberg deponiert. Als Student taucht er im November 1652 in den Matrikeln der Universität Rostock auf, scheinbar war er 1656 wieder in Königsberg, wo er unter Johann Georg Strasburg die Disputation Pathologiae parvae abhielt und sich abermals am 21. April 1661 an der Königsberger Hochschule immatrikuliert findet. Hier hatte er unter Christoph Tinctorius im April die Disputatio medica, de medicamento universali, sive chymicorum panacea und im Juni unter Daniel Beckher der Jüngere die Disputatio medica de epilepsia verteidigt.
Am 30. Mai 1662 erscheint er als Kandidat der Medizin an der Universität Leiden, wo er am 14. Juli 1662 zum Doktor der Medizin promovierte und im selben Jahr an die Universität Königsberg zurückkehrte. Hier hatte er sich bereits im Dezember desselben Jahres an Disputationen als Präsens beteiligt. Dort wurde er 1663 außerordentlicher Professor an der medizinischen Fakultät, stieg 1670 in die dritte ordentliche Professur auf, wurde 1681 zweiter und 1690 erster Professor der Medizin an der Universität Königsberg. Er beteiligte sich auch an den organisatorischen Aufgaben der Königsberger Hochschule und war in den Wintersemestern 1681/82, 1685/86, 1689/90, 1693/94 sowie 1697/98 Rektor der Alma Mater.

## Familie
Lepner hatte sich am 8. Oktober 1663 mit Anna (geborene Dreier, * 11. August 1647; † 11. Juli 1696), Tochter des Oberhofpredigers Christian Dreier (1610–1688) und dessen erster Frau († 27. August 1647), verheiratet. Aus der Ehe stammen Kinder. Von diesen kennt man
- Katharina (* 7. April 1668; † 10. Februar 1669)
- Friedrich Lepner (* 21. März 1675; † 26. Mai 1700), jur. Kandidat
- Christian Lepner, prom. 20. November 1692 in Leiden und erhielt später ein Berufsverbot[4]
- Sohn NN, lebte 1696
- Christian Friedrich Lepner (* 4. August 1665; † 15. Oktober 1669)[5]
- Sohn NN, 1696 tot
- Tochter NN, lebt 1696
- Tochter NN, lebt 1696

## Werke
- De podagra.
- Usu lienis.
- Correpto ex insveta equitatione.
- Syncope cardiaca.
- Praecognitis medicinae.
- Affectu Alexandri M. ejusque curatione ex Curtii III. 5. 6.
- Compendiosam introductionem in medicinam.
- De efficacia imaginationis.
- Quae foerum fignare vel mutare dicitur.
- De erthritide.
- Compendiosa in mcdicinam introductio. continens doctrinas de partibus praecipuarum humani corporis regionum, earum morbis, morborum causis, prognosi curandique ratione, ad mentem him veterum, hum recentiorum; artem medicam inventis suis illustrantium. Königsberg, 1669